# Efeito Compton
Em física, o efeito Compton, ou espalhamento Compton, é o espalhamento de um fóton por uma partícula carregada, geralmente um elétron, que resulta em uma diminuição da energia (aumento do comprimento de onda) do fóton espalhado, tipicamente na faixa de raios-X ou de raios gama. Como a relação de dispersão para partícula livre exibe dependência com o quadrado de seu momento, E = P²/(2m), ao passo que a relação de dispersão para fótons é linear em relação ao momento, E=PC, a conservação simultânea do momento e da energia é praticamente inviável na interação com partícula livre, onde as referidas leis de conservação implicam a emissão de um segundo fóton a fim de serem satisfeitas.
Foi proposto por Compton após ter feito um procedimento experimental onde fez com que um feixe de raio X de comprimento de onda λ incidisse sobre um alvo de grafite, e com isso a intensidade dos raios X espalhados foi medida como função do seu comprimento de onda em vários ângulos de espalhamento. Como resultado desses espalhamentos observou a presença de raios X de comprimento de onda maior ou igual a radiação incidente λ e também que diferentes ângulos de espalhamento correspondem a diferentes valores de λ. 
Em materiais cristalinos um fônon pode tomar parte no processo ao invés de um fóton. Considerando-se o momento cristalino da partícula, a absorção completa do fóton torna-se viável, sendo importante em espectroscopia de fotoelétrons.
Há também o espalhamento Compton inverso, processo onde o fóton ganha energia pela interação com a matéria. A variação total no comprimento de onda, positivo ou negativo, é denominada variação Compton.
O Efeito Compton foi observado por Arthur Holly Compton em 1923, e posteriormente verificado por seu aluno Y. H. Woo nos anos seguintes. Compton ganhou o prêmio Nobel de Física em 1927 pela descoberta.
O efeito é importante por mostrar que a luz não pode ser explicada meramente como um fenômeno ondulatório. O Espalhamento Thomson, a clássica teoria de partículas carregadas espalhadas por uma onda eletromagnética, não poderia explicar uma variação no comprimento de onda. A luz deve agir como se fosse constituída de partículas para explicar o espalhamento de Compton. O experimento de Compton convenceu os físicos de que a luz pode agir como uma corrente de partículas cuja energia é proporcional à frequência.
A interação entre a alta energia dos fótons e elétrons resulta no elétron recebendo parte da energia (fazendo-o recuar), e um fóton contendo a energia restante sendo emitida numa direção diferente da original, sempre conservando o momento e a energia totais do sistema. Se o fóton ainda possui bastante energia, o processo pode ser repetido.
O espalhamento de Compton ocorre em todos os materiais e predominantemente com fótons de média-energia (entre 0.5 e 3.5 MeV). Ele é também observado com fótons de baixa energia; fótons de luz visível ou de frequências mais altas, por exemplo, junto ao efeito Fotoelétrico.

## Fórmula da variação de Compton
Compton usou uma combinação de três fundamentais fórmulas representando os diversos aspectos da física clássica e moderna, combinando-os para descrever o procedimento quântico da luz.
- Luz como uma partícula;
- Dinâmica Relativística;
- Trigonometria.

O resultado final nos dá a equação do espalhamento de Compton:
{\displaystyle \lambda -\lambda _{0}={\frac {h}{m_{e}c}}(1-\cos {\theta })}
Onde:
{\displaystyle \lambda _{0}} é o comprimento de onda do fóton antes do espalhamento,
{\displaystyle \lambda } é o comprimento de onda do fóton depois do espalhamento,
me é a massa do elétron,
{\displaystyle {\frac {h}{m_{e}c}}} é conhecido como o comprimento de onda de Compton,
θ é o ângulo pelo qual a direção do fóton muda,
h é a constante de Planck, e
c é a velocidade da luz no vácuo.
Coletivamente, o comprimento de onda de Compton é {\displaystyle 2,43\times 10^{-12}m}.

### Dedução
A partir da conservação da energia, temos:
{\displaystyle E_{0\gamma }+E_{0e}=E_{\gamma }+E_{e}\,}
Onde {\displaystyle E_{0\gamma }} é a energia do fóton antes da colisão e {\displaystyle E_{0e}} é a energia do elétron antes da colisão - sua massa de repouso. As variáveis sem o subíndice 0 indicam as energias depois da colisão.
Desse modo, Compton postulou que os fótons carregam o momento; portanto, a partir da conservação do momento, o momento das partículas deve ser similarmente relacionado por
{\displaystyle {\vec {p}}_{0\gamma }+{\vec {p}}_{0e}={\vec {p}}_{\gamma }+{\vec {p}}_{e}}
onde {\displaystyle E=hf=pc}.
E assumindo que o elétron está inicialmente em repouso  {\displaystyle {\vec {p}}_{0e}={\vec {0}}}.
{\displaystyle {\vec {p}}_{e}={\vec {p}}_{0\gamma }-{\vec {p}}_{\gamma }}
{\displaystyle {{\vec {p}}_{e}}^{2}={({\vec {p}}_{0\gamma }-{\vec {p}}_{\gamma })}^{2}}
{\displaystyle {{\vec {p}}_{e}}^{2}={{\vec {p}}_{0\gamma }}^{2}-2({\vec {p}}_{0\gamma }\cdot {\vec {p}}_{\gamma })+{{\vec {p}}_{\gamma }}^{2}}
{\displaystyle {\vec {p}}_{e}\cdot {\vec {p}}_{e}={\vec {p}}_{0\gamma }\cdot {\vec {p}}_{0\gamma }-2({\vec {p}}_{0\gamma }\cdot {\vec {p}}_{\gamma })+{\vec {p}}_{\gamma }\cdot {\vec {p}}_{\gamma }}
Sabendo que o produto escalar de um vetor com ele mesmo é igual ao módulo ao quadrado, temos a seguinte expressão
{\displaystyle {p_{e}}^{2}={p_{0\gamma }}^{2}-2(p_{0\gamma }p_{\gamma }\cos \theta )+{p_{\gamma }}^{2}}
O termo {\displaystyle \cos \theta } aparece porque o momento está em vetores espaciais, todos do qual ficam em um plano singular 2D, portanto o seu produto escalar é o produto dos módulos multiplicado pelo cosseno do ângulo entre eles.
Substituindo {\displaystyle p_{0\gamma }} por {\displaystyle {\frac {hf_{0}}{c}}} e {\displaystyle p_{\gamma }} por {\displaystyle {\frac {hf}{c}}}, nós obtemos
{\displaystyle {p_{e}}^{2}={\frac {h^{2}f_{0}^{2}}{c^{2}}}+{\frac {h^{2}f^{2}}{c^{2}}}-{\frac {2h^{2}f_{0}f\cos {\theta }}{c^{2}}}}
Agora nós completamos a parte da energia:
{\displaystyle E_{0\gamma }+E_{0e}=E_{\gamma }+E_{e}}
{\displaystyle hf_{0}+m_{e}c^{2}=hf+{\sqrt {p_{e}^{2}c^{2}+m_{e}^{2}c^{4}}}}
Podemos isolar o {\displaystyle p_{e}}
{\displaystyle (hf_{0}+m_{e}c^{2}-hf)^{2}=p_{e}^{2}c^{2}+m_{e}^{2}c^{4}}
{\displaystyle p_{e}^{2}={\frac {(hf_{0}+m_{e}c^{2}-hf)^{2}-m_{e}^{2}c^{4}}{c^{2}}}}
Então nós temos duas equações para o {\displaystyle p_{e}^{2}}, podemos igualar as duas
{\displaystyle {\frac {(hf_{0}+m_{e}c^{2}-hf)^{2}-m_{e}^{2}c^{4}}{c^{2}}}={\frac {h^{2}f_{0}^{2}}{c^{2}}}+{\frac {h^{2}f^{2}}{c^{2}}}-{\frac {2h^{2}f_{0}f\cos {\theta }}{c^{2}}}}
Podemos multiplicar os dois lados da equação por {\displaystyle c^{2}}
{\displaystyle (hf_{0}+m_{e}c^{2}-hf)^{2}-m_{e}^{2}c^{4}=h^{2}f_{0}^{2}+h^{2}f^{2}-2h^{2}f_{0}f\cos {\theta }}
Agora simplificamos a expressão
{\displaystyle h^{2}f_{0}^{2}+h^{2}f^{2}-2h^{2}f_{0}f+2h(f_{0}-f)m_{e}c^{2}=h^{2}f_{0}^{2}+h^{2}f^{2}-2h^{2}f_{0}f\cos {\theta }}
{\displaystyle -2h^{2}f_{0}f+2h(f_{0}-f)m_{e}c^{2}=-2h^{2}f_{0}f\cos {\theta }\,}
{\displaystyle hf_{0}f-(f_{0}-f)m_{e}c^{2}=hf_{0}f\cos {\theta }\,}
{\displaystyle hf_{0}f(1-\cos {\theta })=(f_{0}-f)m_{e}c^{2}}
Sabendo que {\textstyle f=c/\lambda }, substituímos na equação anterior
{\displaystyle h{\frac {c}{\lambda }}{\frac {c}{\lambda _{0}}}(1-\cos {\theta })=\left({\frac {c}{\lambda _{0}}}-{\frac {c}{\lambda }}\right)m_{e}c^{2}}
{\displaystyle h{\frac {c}{\lambda }}{\frac {c}{\lambda _{0}}}(1-\cos {\theta })=\left({\frac {c\lambda }{\lambda _{0}\lambda }}-{\frac {c\lambda _{0}}{\lambda \lambda _{0}}}\right)m_{e}c^{2}}
{\displaystyle h(1-\cos {\theta })={\frac {\lambda }{c}}{\frac {\lambda _{0}}{c}}\left({\frac {c\lambda }{\lambda \lambda _{0}}}-{\frac {c\lambda _{0}}{\lambda _{0}\lambda }}\right)m_{e}c^{2}}
{\displaystyle h(1-\cos {\theta })=\left({\frac {\lambda }{c}}-{\frac {\lambda _{0}}{c}}\right)m_{e}c^{2}}
Desse modo temos o resultado desejado
{\displaystyle \lambda -\lambda _{0}={\frac {h}{m_{e}c}}(1-\cos {\theta })}

### Dedução alternativa
Consideremos a situação ilustrada na figura abaixo, onde um feixe de fótons incide em um elétron e- inicialmente em repouso, após a colisão, fóton e elétron são espalhados sob ângulos {\displaystyle \theta } e {\displaystyle \phi } respectivamente.
A conservação do momento linear na direção vertical nos diz
{\displaystyle \underbrace {p_{e}+p_{f}} _{\text{Antes}}=\underbrace {p_{e}+p_{f}} _{\text{Depois}}\quad \Rightarrow \quad 0=-p_{e}\sin {\phi }+p_{f}\sin {\theta }}
Assim
{\displaystyle \sin {\phi }={p_{f} \over p_{e}}\sin {\theta }}
A conservação do momento linear na direção horizontal nos diz:
{\displaystyle \underbrace {p_{e}+p_{f}} _{\text{Antes}}=\underbrace {p_{e}+p_{f}} _{\text{Depois}}\quad \Rightarrow \quad p_{0f}+0=p_{f}\cos {\theta }+p_{e}\cos {\phi }}
A partir da equação conservação do momento na direção vertical, sabemos que
{\displaystyle \cos {\phi }={\sqrt {1-\sin ^{2}{\phi }}}={\sqrt {{p_{e}}^{2}-{p_{f}}^{2}\sin ^{2}{\theta } \over {p_{e}}^{2}}}}.
Assim
{\displaystyle p_{0f}=p_{f}\cos {\theta }+p_{e}{\sqrt {{p_{e}}^{2}-{p_{f}}^{2}\sin ^{2}{\theta } \over {p_{e}}^{2}}}\Rightarrow p_{0f}=p_{f}\cos {\theta }+{\sqrt {{p_{e}}^{2}-{p_{f}}^{2}\sin ^{2}{\theta }}}}
Sabemos que {\displaystyle p_{0f}={\frac {E_{0}}{c}}} e {\displaystyle p_{f}={\frac {E}{c}}} onde c é a velocidade da luz no vácuo e {\displaystyle E_{0}} e {\displaystyle E} são as energias do fóton antes e após a colisão, respectivamente.
Assim
{\displaystyle {\frac {E_{0}}{c}}={\frac {E}{c}}\cos {\theta }+{{\sqrt {{p_{e}}^{2}{c}^{2}-{E^{2}}\sin ^{2}{\theta }}} \over c}\Rightarrow {p_{e}}^{2}{c}^{2}={E^{2}}+{E_{0}}^{2}-2E{E}_{0}\cos {\theta }}
Usaremos agora a conservação da energia
{\displaystyle \underbrace {E_{e}+E_{0}} _{\text{Antes}}=\underbrace {E_{e}+E_{f}} _{\text{Depois}}\quad \Rightarrow \quad {m_{e}}c^{2}+E_{o}=E+{\sqrt {{m_{e}}^{2}c^{4}+{p_{e}}^{2}c^{2}}},}
Substituindo o último resultado obtido a partir da conservação do momento linear, obtemos:
{\displaystyle {m_{e}}c^{2}+E_{o}=E+{\sqrt {{m_{e}}^{2}c^{4}+{E^{2}}+{E_{0}}^{2}-2E{E}_{0}\cos {\theta }}}\Rightarrow -2E{E}_{0}+2{m_{e}}c^{2}(E_{o}-E)=-2E{E}_{0}\cos {\theta },}
Resolvendo essa equação para E temos
{\displaystyle E={1 \over {(1-\cos {\theta }) \over {m_{e}}c^{2}}+{1 \over E_{o}}}\Rightarrow {1 \over E}={(1-\cos {\theta }) \over {m_{e}}c^{2}}+{1 \over E_{o}},}
Sabendo que
{\displaystyle E=h\nu ={hc \over \lambda }}
Podemos substituir e teremos o seguinte resultado
{\displaystyle {\lambda  \over hc}={(1-\cos {\theta }) \over {m_{e}}c^{2}}+{\lambda _{0} \over hc}}
Simplificando, temos o resultado desejado
{\displaystyle \lambda -\lambda _{0}={h \over {m_{e}}c}(1-\cos {\theta })}